# Prefectura apostólica de Guilin
La prefectura apostólica de Guilin o de Kweilin (en latín: Praefectura Apostolica Kveilinensis y en chino: 桂林宗座監牧區) es una circunscripción eclesiástica de la Iglesia católica en China. Se trata de una prefectura apostólica latina, inmediatamente sujeta a la Santa Sede. Desde el 20 de agosto de 2007 es sede vacante y su administrador es Joseph Tan Yan-quan, aunque para el Anuario Pontificio la sede está vacante desde 1983. La Asociación Patriótica Católica China suprimió la prefectura apostólica en 2003, sin asentimiento de la Santa Sede, fusionándola en su diócesis de Guangxi.

## Territorio y organización
La prefectura apostólica tiene 32 380 km² y extiende su jurisdicción sobre los fieles católicos de rito latino residentes en parte de la región autónoma zhuang de Guangxi.
La sede de la prefectura apostólica se encuentra en la ciudad de Guilin, en donde se halla la Catedral de Santa Teresa de Lisieux. 
En 1950 en la prefectura apostólica existían 6 parroquias.

## Historia
Inicialmente, miembros de la Sociedad de las Misiones Extranjeras de París establecieron cuatro iglesias en Guilin, Yongfu y otros lugares en el área de Guilin. En 1933 los misioneros Maryknoll de Wuzhou se hicieron cargo de la misión.
La prefectura apostólica fue erigida el 9 de febrero de 1938 con la bula Quo Christi del papa Pío XI, tomando territorio (condados de Lingui, Yongfu, Lipu, Xing'an, Quanxian, Hexian, Zhongshan, Pingle y Gongcheng) de la prefectura apostólica de Wuzhou (hoy diócesis de Wuzhou).
El 22 de noviembre de 1949 Guilin fue ocupada por el Partido Comunista de China, que se impuso en la guerra civil y proclamó la República Popular China el 1 de octubre de 1949. Todos los misioneros extranjeros fueron expulsados de China comunista, entre ellos el prefecto apostólico estadounidense presbítero John Angel Romaniello. En 1951 China comunista y la Santa Sede rompieron relaciones diplomáticas, reconociendo la Santa Sede a la República de China en Taiwán como el legítimo gobierno chino.
La Asociación Patriótica Católica China fue creada con el apoyo de la Oficina de Asuntos Religiosos de la República Popular de China en 1957, con el objetivo de controlar las actividades de los católicos en China. Su nombre público es Iglesia católica china y es referida como la "Iglesia oficial" en contraposición a la "Iglesia subterránea" o "Iglesia clandestina" leal a la Santa Sede.
En el período de 1966 a 1976 la Revolución Cultural se ensañó especialmente contra la religión, destruyéndose numerosas iglesias.
En 1983 John Angel Romaniello renunció como prefecto apostólico en el exilio.
El 3 de diciembre de 1993 el obispo Benedict Cai Xiu-feng fue elegido prefecto apostólico de Guilin por la Asociación Patriótica Católica China, pero no estaba claro si el papa reconocía su estatus pastoral.
En 2003 la Conferencia de Obispos Católicos Chinos, una organización reconocida por el Gobierno chino, fusionó sin el consentimiento de la Santa Sede a la arquidiócesis de Nanning (reducida a diócesis en año desconocido) con la parte de la diócesis de Beihai dentro de la región autónoma zhuang de Guangxi, la diócesis de Wuzhou y la prefectura apostólica de Guilin, erigiendo la diócesis de Guangxi correspondiente al territorio de la región autónoma.
En 2003 Joseph Tan Yan-quan fue ordenado como obispo coadjutor de la diócesis de Guangxi y el 7 de enero de 2007 asumió la diócesis por sucesión. Sin embargo, la Santa Sede no reconoció los cambios y mantuvo las divisiones originales, nombrando al obispo Joseph Tan Yan-quan como arzobispo solo de la arquidiócesis de Nanning.
El 22 de septiembre de 2018 se firmó en Pekín el Acuerdo provisional entre la Santa Sede y la República Popular de China sobre el nombramiento de los obispos. El 22 de octubre de 2020 el acuerdo fue prorrogado por otros dos años y en octubre de 2022 por otros dos años más.

## Estadísticas
Según el Anuario Pontificio 1951 la prefectura apostólica tenía a fines de 1950 un total de 3982 fieles bautizados.
| Año                                                                             | Población            | Población | Población      | Sacerdotes | Sacerdotes    | Sacerdotes    | Bautizados por sacerdote | Diáconos permanentes | Religiosos | Religiosos | Parroquias |
| Año                                                                             | Bautizados católicos | Total     | % de católicos | Total      | Clero secular | Clero regular | Bautizados por sacerdote | Diáconos permanentes | Varones    | Mujeres    | Parroquias |
| ------------------------------------------------------------------------------- | -------------------- | --------- | -------------- | ---------- | ------------- | ------------- | ------------------------ | -------------------- | ---------- | ---------- | ---------- |
| 1950                                                                            | 3968                 | 2 500 000 | 0.2            | 39         | 20            | 19            | 101                      |                      |            | 13         | 6          |
| Fuente: Catholic-Hierarchy, que a su vez toma los datos del Anuario Pontificio. |                      |           |                |            |               |               |                          |                      |            |            |            |

## Episcopologio
- presbítero John Angel Romaniello, M.M. † (10 de junio de 1938-1983 renunció)
  - Benedict Cai Xiu-feng † (3 de diciembre de 1993-20 de agosto de 2007 falleció)
  - Sede vacante, desde 2007[nota 1]